# Лія Маурер
Лія Маурер (англ. Lea Maurer, 1 квітня 1971) — американська плавчиня.
Олімпійська чемпіонка 1992 року.
Чемпіонка світу з водних видів спорту 1998 року, призерка 1994 року.
Переможниця Пантихоокеанського чемпіонату з плавання 1989, 1993, 1997 років, призерка 1995 року.